# پتی دوک
آنا مری "پتی" دوک (انگلیسی: Anna Marie "Patty" Duke؛ زاده ۱۴ دسامبر ۱۹۴۶ – درگذشته ۲۹ مارس ۲۰۱۶) یک بازیگر تاتر، سینما و تلویزیون اهل ایالات متحده آمریکا بود.
او اولین بار زمانی که ۱۶ ساله بود موفق به دریافت جایزه اسکار بهترین بازیگر نقش مکمل زن برای بازی در فیلم معجزه‌گر گردید.

## زندگی هنری
دوک بازیگری را خیلی زود و در ۱۲ سالگی آغاز کرد و در سال ۱۹۶۲ بود که با بازی در فیلم معجزه‌گر شهرتی برهم زد. او در چندین فیلم بازی کرد که البته هیچ‌کدام موفقیت معجزه‌گر را برایش تکرار نکرد.
دوک در معجزه‌گر (Miracle worker) نقش هلن کلر، نوجوان ناشنوا و نابینا را بازی کرد. او هنگامی که این جایزه را گرفت ۱۶ سال داشت و توانست عنوان جوان‌ترین برنده در تاریخ اسکار تا آن زمان را به دست آورد؛ رکوردی که یازده سال دوام داشت. دوک همچنین برای بازی در نقش معلم هلن کلر در نسخه تلویزیونی این فیلم در سال ۱۹۸۰ جایزه امی گرفت.
من ناتالی هستم از جمله کارهای موفق دوک بود که برای نامزد جایزه گلدن گلوب شد.

## زندگی خصوصی
شان و مکنزی آستین، پسران دوک نیز بازیگرند که‌شان در نقش «سم» در سه‌گانه ارباب حلقه‌ها بازی کرده و مک‌کنزی در سریال‌هایی مانند آناتومی‌گری و بونز نقش داشته‌ است.

## درگذشت
او در صبح روز سه شنبه ۲۹ مارس ۲۰۱۶ میلادی در سن ۶۹ سالگی به دلیل عفونت ناشی از انسداد روده در کار د لین، آیداهو درگذشت.

## بخشی از فیلم‌شناسی
| سال  | فیلم            | نقش                       | توضیحات |
| ---- | --------------- | ------------------------- | --- |
| ۱۹۵۸ | ایزدبانو        | Emily Ann Faulkner, age 8 | |
| ۱۹۶۲ | معجزه‌گر         | هلن کلر                   | جایزه اسکار بهترین بازیگر نقش مکمل زن Golden Globe for New Star of the Year – Actress نامزدی– جایزه گلدن گلوب بهترین بازیگر نقش مکمل زن |
| ۱۹۶۷ | آرام‌بخش         | Neely O'Hara              | |
| ۱۹۶۹ | ناتالی و من     | Natalie Miller            | جایزه گلدن گلوب بهترین بازیگر زن فیلم موزیکال یا کمدی                                                                                   |
| ۱۹۶۹ | مقدمه یک بوسه   | Natalie Miller            | |
| ۲۰۰۵ | بزرگ‌تر از آسمان |                           | |

| سال  | عنوان     | نقش                                  | توضیحات                    |
| ---- | --------- | ------------------------------------ | -------------------------- |
| ۲۰۱۳ | گلی       | Jan                                  | 1 اپیزود                   |
| ۲۰۱۵ | لیو و مدی | Grandmother Janice/Great-Aunt Hilary | اپیزود: "Grandma-A-Rooney" |